# HowStuffWorks

로고

HowStuffWorks(하우스터프웍스)는 대상이 되는 독자들에게 수많은 것들이 동작하는 방식에 대한 시야를 제공할 목적으로 마셜 브레인이 설립한 상용 에듀테인먼트 웹사이트이다. 이 사이트는 다양한 미디어를 사용하여 복잡하 개념들과 용어, 매커니즘을 설명하는데, 여기에는 사진, 다이어그램, 동영상, 애니메이션, 글을 포함한다. 동명의 다큐멘터리 텔레비전 시리즈가 디스커버리 채널에 2008년 11월 상영되었다.

## 역사
1998년 노스캐롤라이나 주립 대학교의 교수 마셜 브레인은 취미로 이 사이트를 시작하였다. 1999년 브레인은 벤처 캐피털을 마련한 뒤 HowStuffWorks, Inc.를 세웠다. 2002년 3월 HowStuffWorks는 Convex Group에 인수되었다. 본사는 조지아주 애틀란타로 이동되었다.
2004년 11월 HowStuffWorks는 Stuffo의 엔터테인먼트 부문으로 이동되었다.

## 팟캐스트
HowStuffWorks는 여러 개의 팟캐스트를 관리하고 있으며 이들은 스태프 작가들과 편집장들에 의해 운영된다.
- Stuff You Should Know
- Stuff You Missed in History Class, originally called Fact or Fiction? History Stuff for the History Buff
- TechStuff
- Brainstuff
- CarStuff (이전 이름: High Speed Stuff)
- Stuff Mom Never Told You
- Stuff of Genius
- The Coolest Stuff on the Planet
- Stuff They Don't Want You To Know
- Stuff To Blow Your Mind (이전 이름: Stuff From the Science Lab)
- Stuff To Make You Smarter
- Stuff From the B-Side
- PopStuff
- Stuff for a Stylish Home

## 블로그
이 웹사이트에는 10개의 블로그가 있으며 이 가운데 8개는 HSW 팟캐스트 가운데 하나의 확장들이다.
- Brainstuff
- Fanstuff
- Car Stuff
- How-to Stuff
- Keep Asking
- Stuff From the Science Lab
- Stuff You Missed in History Class
- Stuff You Should Know
- TechStuff
- The Coolest Stuff on the Planet

## 같이 보기
- eHow
- 위키하우

## 참조
1. ↑  HowStuffWorks - Stuffo - 인터넷 아카이브